# Морски видри
Морските видри (Enhydra) са род от семейство Видрови, който включва морската видра и два изчезнали вида.
Морските видри вероятно са се отделили от другите видри през плиоцена, преди приблизително 5 милиона години. Вероятно са произлезли от близкородствения Enhydritherium, двуноса видра, ендемична за Северна Америка през късния миоцен и ранния плиоцен.
Enhydra reevei, най-старият известен вид, води началото си от Атлантическия океан, което предполага, че оттук може да са произлезли морските видри. Фосилни доказателства сочат, че родът Enhydra се е изолирал в Северния Пасифик преди приблизително 2 милиона години, давайки началото на вече изчезналия вид Enhydra macrodonta и на съвременната морска видра.